# 疣孢伞属
疣孢伞属（学名：Verrucospora）是蘑菇科下的一个属。

## 下属物种
本属包括以下物种：
- 黄褐疣孢伞 Verrucospora flavofusca (Henn.) Jülich
- Verrucospora verrucispora (Beeli) E.Horak